# تشيريبوفيتس
تشيريبوفيتس (بالروسية: Череповец) هي إحدى مدن روسيا في الكيان الفدرالي الروسي فولوغدا أوبلاست.

## المناخ
يظهر الجدول التالي التغييرات المناخية على مدار السنة لتشيريبوفيتس:
| البيانات المناخية لـتشيريبوفيتس   | البيانات المناخية لـتشيريبوفيتس | البيانات المناخية لـتشيريبوفيتس | البيانات المناخية لـتشيريبوفيتس | البيانات المناخية لـتشيريبوفيتس | البيانات المناخية لـتشيريبوفيتس | البيانات المناخية لـتشيريبوفيتس | البيانات المناخية لـتشيريبوفيتس | البيانات المناخية لـتشيريبوفيتس | البيانات المناخية لـتشيريبوفيتس | البيانات المناخية لـتشيريبوفيتس | البيانات المناخية لـتشيريبوفيتس | البيانات المناخية لـتشيريبوفيتس | البيانات المناخية لـتشيريبوفيتس |
| الشهر                             | يناير                           | فبراير                          | مارس                            | أبريل                           | مايو                            | يونيو                           | يوليو                           | أغسطس                           | سبتمبر                          | أكتوبر                          | نوفمبر                          | ديسمبر                          | المعدل السنوي                   |
| --------------------------------- | ------------------------------- | ------------------------------- | ------------------------------- | ------------------------------- | ------------------------------- | ------------------------------- | ------------------------------- | ------------------------------- | ------------------------------- | ------------------------------- | ------------------------------- | ------------------------------- | ------------------------------- |
| الدرجة القصوى °م (°ف)             | 5.4 (41.7)                      | 6.7 (44.1)                      | 16 (61)                         | 26 (79)                         | 32.2 (90.0)                     | 33.7 (92.7)                     | 35.7 (96.3)                     | 36.2 (97.2)                     | 27.8 (82.0)                     | 22.5 (72.5)                     | 11.4 (52.5)                     | 8.5 (47.3)                      | 36.2 (97.2)                     |
| متوسط درجة الحرارة الكبرى °م (°ف) | −6.6 (20.1)                     | −5.7 (21.7)                     | 0.6 (33.1)                      | 8.5 (47.3)                      | 16.5 (61.7)                     | 20.4 (68.7)                     | 23.1 (73.6)                     | 20.2 (68.4)                     | 14.2 (57.6)                     | 6.9 (44.4)                      | −0.9 (30.4)                     | −5.9 (21.4)                     | 7.6 (45.7)                      |
| المتوسط اليومي °م (°ف)            | −10 (14)                        | −9.7 (14.5)                     | −3.8 (25.2)                     | 3.4 (38.1)                      | 10.5 (50.9)                     | 14.9 (58.8)                     | 17.5 (63.5)                     | 14.7 (58.5)                     | 9.4 (48.9)                      | 3.6 (38.5)                      | −3.5 (25.7)                     | −7.9 (17.8)                     | 3.3 (37.9)                      |
| متوسط درجة الحرارة الصغرى °م (°ف) | −15 (5)                         | −15 (5)                         | −10 (14)                        | −1 (30)                         | 4 (39)                          | 9 (48)                          | 12 (54)                         | 10 (50)                         | 5 (41)                          | 0 (32)                          | −5 (23)                         | −11 (12)                        | −1 (29)                         |
| أدنى درجة حرارة °م (°ف)           | −48 (−54)                       | −38 (−36)                       | −35 (−31)                       | −21 (−6)                        | −12 (10)                        | −2 (28)                         | 2 (36)                          | 1 (34)                          | −6 (21)                         | −22 (−8)                        | −32 (−26)                       | −40 (−40)                       | −48 (−54)                       |
| الهطول مم (إنش)                   | 46 (1.8)                        | 37 (1.5)                        | 38 (1.5)                        | 31 (1.2)                        | 45 (1.8)                        | 76 (3.0)                        | 72 (2.8)                        | 77 (3.0)                        | 57 (2.2)                        | 59 (2.3)                        | 54 (2.1)                        | 55 (2.2)                        | 647 (25.4)                      |
| المصدر:                           |                                 |                                 |                                 |                                 |                                 |                                 |                                 |                                 |                                 |                                 |                                 |                                 |                                 |

## توأمة
لتشيريبوفيتس اتفاقيات توأمة مع كل من:
- بالاكوفو
- كلايبيدا
- أيو [الإنجليزية]‏
- تسليه
- مونتكلير [الإنجليزية]‏

## أعلام
- فاسيلي فرشاغن
- نيكيتا بوبوف
- أندري سميرنوف